# Carayaó
Carayaó é um distrito do Paraguai, localizado no departamento de Caaguazú. Possui uma população estimada em 2009 de 3.164 habitantes. Sua economia é baseada na agroindústria.

## Transporte
O município de Carayaó é servido pela seguinte rodovia:
- Ruta 08, que liga San Estanislao (Departamento de San Pedro) a Coronel Bogado (Departamento de Itapúa).
- Caminho em pavimento ligando a cidade ao município de R. I. Tres Corrales[2][3][4]